# Saint-Cyprien (Pirenei Orientali)
Saint-Cyprien è un comune francese di 10 670 abitanti situato nel dipartimento dei Pirenei Orientali nella regione dell'Occitania.

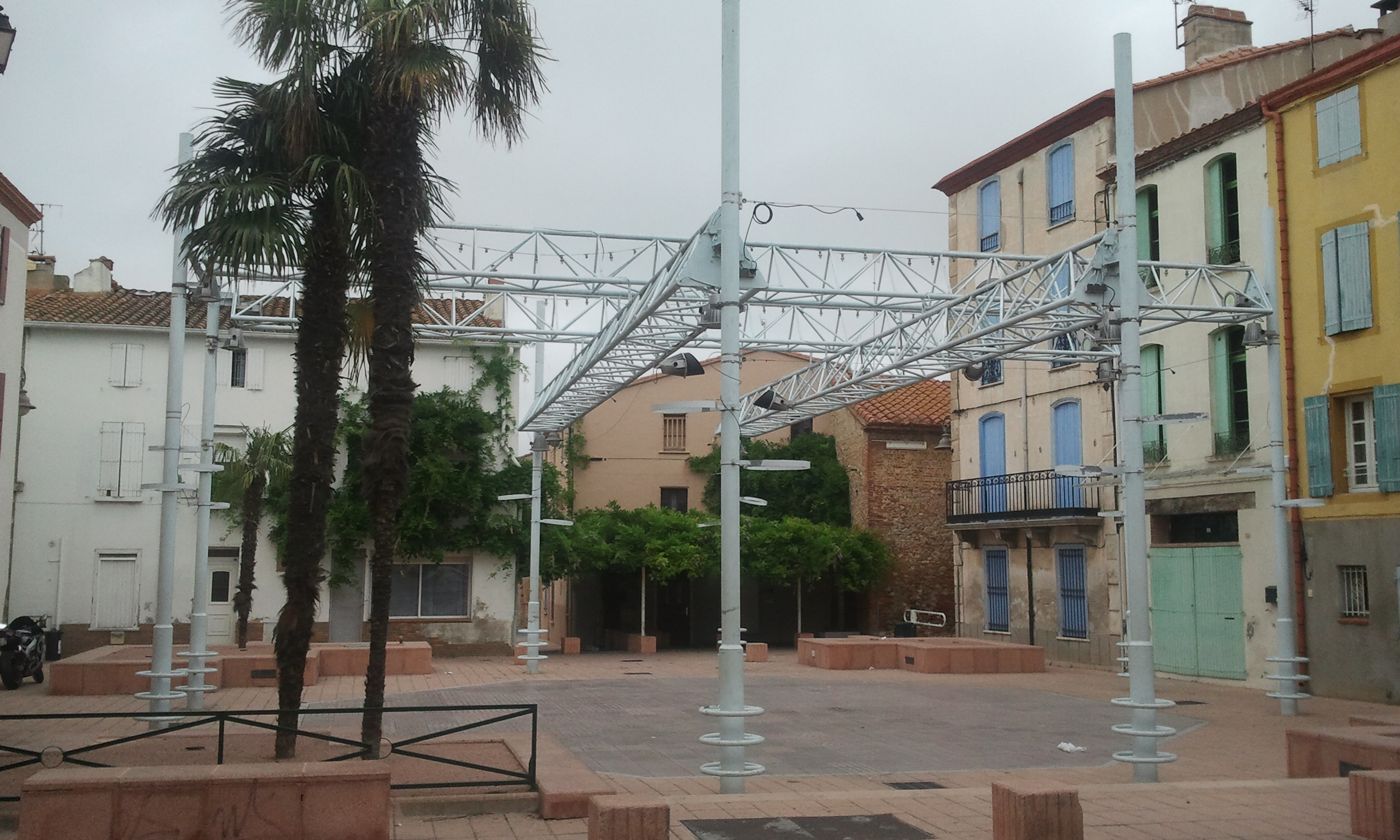
Place de la République
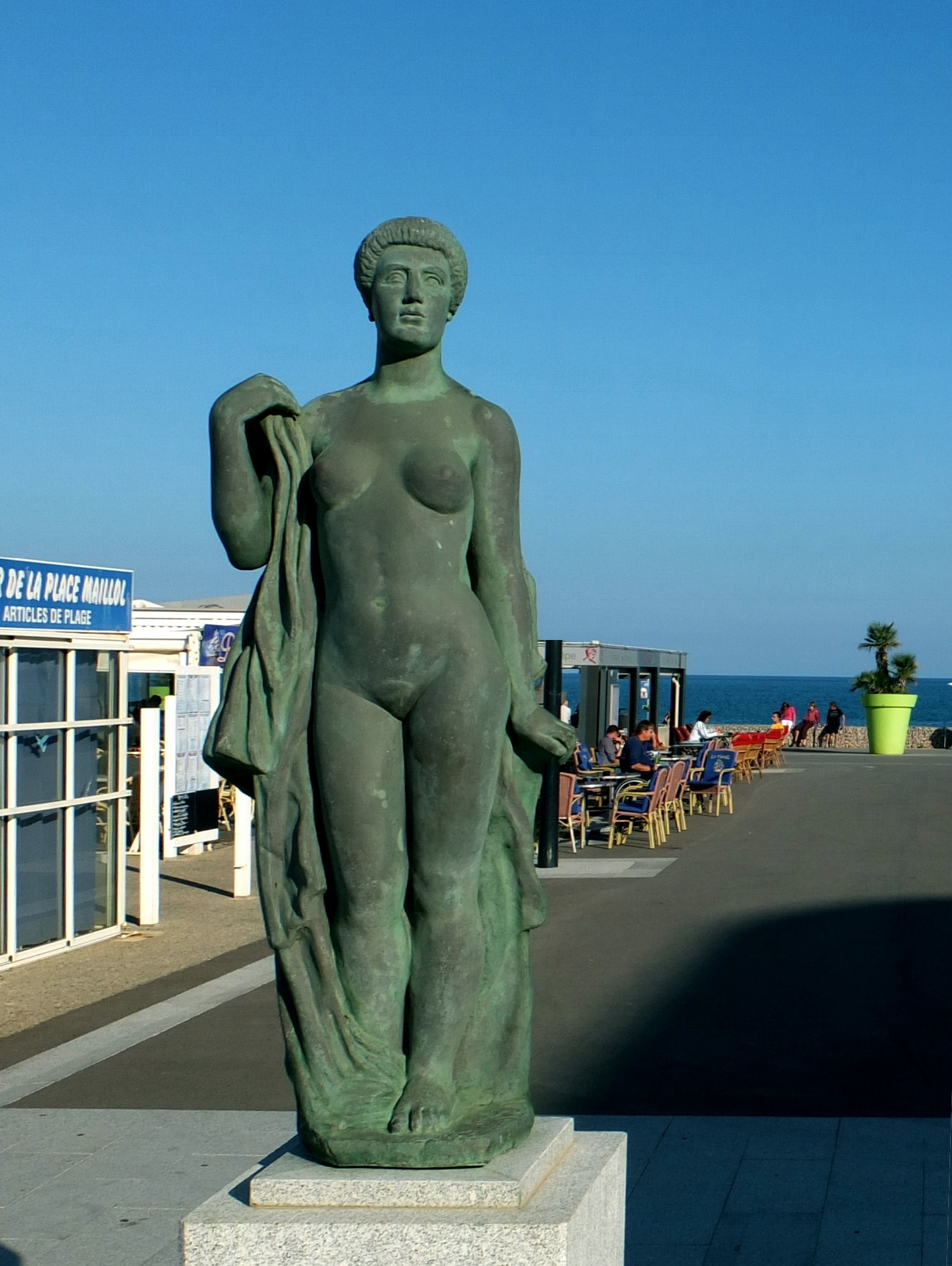
Aristide Maillol: La baigneuse drapée
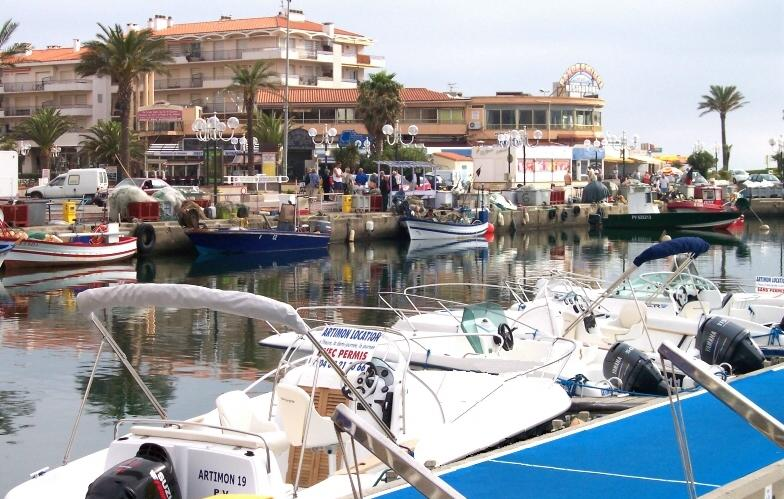
Il porto

## Società

### Evoluzione demografica
Abitanti censiti